# Граховик
Граховик је насељено место у општини Травник у Средњобосанском кантону, Федерација Босне и Херцеговине, БиХ.

## Географија
Граховик се налази око 3 км јужно од Травника.

## Становништво
По последњем службеном попису становништва из 1991. године, у насеље Граховик је имало 342 становника. Становници су претежно били Хрвати.
| Националност       | 1991.        |
| Хрвати             | 180 (52,63%) |
| Муслимани          | 83 (24,27%)  |
| Југословени        | 56 (16,37%)  |
| Срби               | 22 (6,43%)   |
| остали и непознато | 1 (0,29%)    |
| Укупно             | 342          |